# Łoniów (gemeente)
De gemeente Łoniów is een landgemeente in het Poolse woiwodschap Święty Krzyż, in powiat Sandomierski.
De zetel van de gemeente is in Łoniów.
Op 30 juni 2004 telde de gemeente 7480 inwoners.

## Oppervlakte gegevens
In 2002 bedroeg de totale oppervlakte van gemeente Łoniów 86,99 km², waarvan:
- agrarisch gebied: 71%
- bossen: 15%

De gemeente beslaat 12,87% van de totale oppervlakte van de powiat.

## Demografie
Stand op 30 juni 2004:
| Omschrijving                   | Totaal | Totaal | Vrouwen | Vrouwen | Mannen | Mannen |
| ------------------------------ | ------ | ------ | ------- | ------- | ------ | ------ |
| eenheid                        | aantal | %      | aantal  | %       | aantal | %      |
| inwoners                       | 7480   | 100    | 3697    | 49,4    | 3783   | 50,6   |
| bevolkingsdichtheid (inw./km²) | 86     | 86     | 42,5    | 42,5    | 43,5   | 43,5   |

In 2002 bedroeg het gemiddelde inkomen per inwoner 1297,96 zł.

## Administratieve plaatsen (sołectwo)
Bazów, Bogoria, Chodków Nowy, Chodków Stary, Gągolin, Gieraszowice, Jasienica, Jeziory, Kępa Nagnajewska, Krowia Góra, Królewice, Łążek, Łoniów, Łoniów-Kolonia, Otoka, Piaseczno, Przewłoka, Ruszcza-Płaszczyzna, Ruszcza-Kolonia, Skrzypaczowice, Skwirzowa, Sulisławice, Suliszów, Świniary Nowe, Świniary Stare, Trzebiesławice, Wnorów, Wojcieszyce, Wólka Gieraszowska, Zawidza.

## Aangrenzende gemeenten
Baranów Sandomierski, Klimontów, Koprzywnica, Osiek, Tarnobrzeg